# AvA Musical Editions
A AvA Musical Editions' é uma editora musical portuguesa. Surgiu em 2007 devido à escassez de empresas do género no país.
A AvA tem como objectivo a divulgação e promoção da Música Portuguesa.
O seu catálogo abrange repertório que vai desde o século XVIII até à produção contemporânea. Privilegia uma abrangência de géneros instrumentais abarcando formações desde o Instrumento Solista, Música de Câmara, Coral e Orquestral, incluindo Ópera, Música Concertante e Música Sinfónica.